# Anisopappus orbicularis
Anisopappus orbicularis là một loài thực vật có hoa trong họ Cúc. Loài này được (Humbert) Wild mô tả khoa học đầu tiên năm 1964.